# Houtskoolmot
De houtskoolmot (Lypusa maurella) is een nachtvlinder uit de familie van de zaksikkelmotten (Lypusidae).
De vlinder heeft een spanwijdte van 7 tot 12 millimeter.
De rupsen leven van algen en mossen, en hebben een kokervormig "huisje" waarin zij wonen. De vliegtijd is van mei tot in juni.
De soort komt voor in een groot deel van Europa. In Nederland is hij zeer zeldzaam, in België is hij sinds 1980 niet meer waargenomen.